# Григорий I Гревенски
Григорий (на гръцки: Γρηγόριος) е православен духовник, митрополит на Охридската архиепископия.

## Биография
Според Хайнрих Гелцер и „Еко д'Ориан“ Григорий е споменат като гревенски митрополит в 1668 година.